# Hiroshi Ibusuki
Hiroshi Ibusuki (指宿 洋史 Ibusuki Hiroshi?), född 27 februari 1991 i Chiba prefektur, är en japansk fotbollsspelare som spelar för Western United.
Ibusuki spelade för Albirex Niigata. Efter Albirex Niigata spelade han för JEF United Chiba och Shonan Bellmare.